# Trisuloides taiwana
Trisuloides taiwana är en fjärilsart som beskrevs av Shigero Sugi 1976. Trisuloides taiwana ingår i släktet Trisuloides och familjen Pantheidae. Inga underarter finns listade i Catalogue of Life.